# Бьеррехус, Фредрик
Фредрик Холмкист Бьеррехус (дат. Fredrik Holmquist Bjerrehuus; 14 января 1990, Хернинг, Дания) — датский борец греко-римского стиля, участник Олимпийских игр.

## Карьера
В сентябре 2019 года в казахстанском Нур-Султане, уступив в схватке за бронзовую медаль сербу Мате Немешу занял пятое место на чемпионате мира, что позволило ему завоевать лицензию на участие в летних Олимпийских играх 2020 года в Токио. На Олимпиаде уступил в первом поединке на стадии 1/8 финала Парвизу Насибову, который представлял Украину (1:5), однако из-за того, что Насибов вышел в финал, получил право побороться за бронзовую награду, в утешительной схватке проиграл россиянину Артёму Суркову (0:7) и выбыл из турнира, заняв итоговое 14 место.

## Достижения
- Чемпионат мира по борьбе 2019 — 5;
- Олимпийские игры 2020 — 14;